# Lucernafilm Video
Lucernafilm Video byla distribuční filmová společnost, která vznikla po privatizaci Ústřední půjčovny filmů v roce 1990 (nebo 1991).
Lucernafilm Video byla první společnost v České republice, která začala vydávat filmy na VHS po tzv. sametové revoluci. Společnost po bývalé Ústřední půjčovně filmů většinu dabingů předabovala svými dabingy. Lucernafilm Video nadabovala ovšem také filmy, které zde před sametovou revolucí uvedeny nebyly. Tato společnost nevydávala jen filmy ze zahraničí, ale i z tuzemska. Vydala a zároveň také nadabovala film s Louis de Funesem jménem Karamboly, kde Funese daboval Vladimír Brabec. V tomto případě se ale jednalo o překrývací dabing, tzv. překrývačku, kde je slyšet kromě českého zvuku i originální zvuk.
V roce 1994 do společnosti vstoupila majetkově firma Bonton. Rok poté v ní získala 100 % vlastnických práv a po jejím ovládnutí ji přejmenovala na Bontonfilm.